# Pentakloretan
Pentakloretan (C2HCl5):
Brezbarvna tekočina z vonjem kafre. Strupen v okolju, lahko povzroči dolgoročne posledice. Je strupen za vodne organizme.Ni vnetljivo, nezdružljiv z močnimi oksidanti, lahko burno reagira s kovino. Je strupen pri vdihavanju ali zaužitju in zdravju škodljivo v stiku s kožo in dihali.

## Identifikacija snovi ali pripravka:
Brezbarvna tekočina z vonjem kafre, nezdružljiv z močnimi oksidanti, strupen pri vdihavanju, jedkost pri stiku s kožo.

## Sestava s podatki o nevarnih sestavinah:
C2HCl5

## Ugotovitve o nevarnih lastnostih:
Ni vnetljivo, nezdružljiv z močnimi oksidanti, lahko burno reagira s kovino. Je strupen pri vdihavanju ali zaužitju in zdravju škodljivo v stiku s kožo in dihali.

## Ukrepi za prvo pomoč:
Vdihovanje: Zmedo, kašelj, omotica,glavobol,slabost,boleče grlo, bruhanje.
Zaužitje:   Bolečine v trebuhu, driska.
Stik s kožo in očmi:  Obvezna uporaba obraznega ščitnika ali dihalna maska, zaščitne rokavice.

## Ukrepi ob požaru:
Posebne nevarnosti
Ni gorljiv.
Ni eksploziven.
Primerna sredstva za gašenje
Običajno

Posebna zaščitna oprema za gasilce:
Uporaba obraznega ščitnika ali dihalna maska, zaščitne rokavice, respirator za organske pline in hlape

## Ukrepi ob nezgodnih izpustih
Zberite polito tekočino kolikor se da in jo zatesnite v posode in jo odnesite na varen prostor. Preostalo tekočino absorbirate v pesek. (Dodatna zaščita: Respirator za organske pline in hlape)

## Ravnanje z nevarno snovjo/pripravkom in skladiščenje
Skladiščenje Ločimo od živil,krme,močnih baz in kovin. Dobro zaprto hranimo v dobro prezračevanem prostoru.

## Nadzor nad izpostavljenostjo/varnost in zdravje pri delu
Preprečevanje:
VDIHAVANJE:  Prezračevanje, uporaba dihalnega filtra.
KOŽA: Zaščitne rokavice.
OČI: Obrazni ščitnik ali dihalna maska.
ZAUŽITJE: Ne smete jemati ali piti zdravila. Umiti si roke pred prehranjevanju.

## Fizikalne in kemijske lastnosti
Vrelišče: 162°
Tališče:  -29°
Relativna gostota (voda=1): 1,68
Relativna gostota hlapov (zrak=1): 7,0
Topnost v vodi: zelo slaba

## Toksikološki podatki
Strupen v okolju, lahko povzroči dolgoročne posledice. Je strupen za vodne organizme.